# ブリオッシュ
ブリオッシュ（フランス語: brioche [bʁijɔʃ] ブリヨッシュ）は、フランスの菓子パン（ヴィエノワズリー）。ブリオーシュとも表記される。

## 概要
普通のフランスパンとは違い、水の代わりに牛乳を加え、バターと卵を多く使った口当たりの軽い発酵パンの一種である。材料が焼き菓子に近いことから、発酵の過程を要するケーキ（仏: gâteau、ガトー）の一種とされることもある。名称はノルマン語で「（生地を麺棒で）捏ねる」を意味する動詞の古形"brier"）から派生したもの。
ブリオッシュ・ア・テート（brioche à tête、「頭のついたブリオッシュ」）という、だるまのような形に成形したものが最も一般的であるが、他にも色々な形に成形される。プロヴァンス地方などでは公現祭を祝ってガレット・デ・ロワの代わりにブリオッシュ生地を用いてブリオッシュ・デ・ロワ（brioche des Rois）またはガトー・デ・ロワ（gâteau des Rois）という菓子を作る。「ロワ」とは東方の三博士（les Rois mages）のことで、ブリオッシュ・デ・ロワは普通のブリオッシュよりも大きく、王冠のような環型の生地を砂糖漬けの果実などで飾りつける。またブリオッシュの生地は、クグロフ、サヴァラン、ババなどにも応用される。
イタリアのシチリアではブリオッシャ（brioscia）と呼ばれ、よくグラニタと共に食したり、二つ切りにしてグラニタをはさんで食べたりする。
発祥は16世紀のノルマンディー高地地方で、当地はバター等の良質の乳製品の産地として有名であった。現代ではブリオッシュを朝食に食べることがあるが、近世ヨーロッパでは、主食とするパンは小麦粉を水と塩のみで練って作るもので、バターや牛乳、卵の入ったブリオッシュのようなパンは菓子であると考えられていた。18世紀のフランス王妃マリー・アントワネットが言ったと伝えられる「パンが食べられないのならお菓子を食べればよいのに」の「お菓子」とはこのブリオッシュのことである（ただし、この発言は捏造であることが判明している）。
一般的なブリオッシュの材料は、小麦粉250gに対して牛乳65g、砂糖35g、卵120g、バター125g、塩5g、イースト10g程度の割合で（作り手によって、あるいはアレンジよって多少は異なる）粉、塩、水だけで作るリーン系のバゲットはもちろんクロワッサンやバターロールなどのパンと比べてもバター・卵・牛乳・砂糖といった副材料の割合が非常に多く、材料からもパンとパウンドケーキの中間にあるようなパンである。
ブリオッシュ・トレッセ（brioche tressée）
ブリオッシュ生地を三つ編みに成形したものはブリオッシュ・トレッセと呼ばれる。
ブリオッシュ・ナンテール（brioche nanterre）
ブリオッシュ生地を型に入れて焼成したものはブリオッシュ・ナンテールと呼ばれる。
ブリオッシュ・スイス
ブリオッシュ生地にカスタードとチョコレートをはさんで焼いた菓子パンはブリオッシュ・スイスまたはパンスイスという。近年、このブリオッシュ生地をクロワッサン生地にしたものがパンスイスと呼ばれている。
- ブリオッシュのアレンジ。トゥーロンのブリオッシュ・デ・ロワ。
- 『ブリオッシュのある静物』、シャルダン画。
- シチリアのブリオッシャ。